# Bibó Lajos (néptanító)
Barátosi Bibó Lajos (Árapatak, 1864. február 19. – Hódmezővásárhely, 1913. december 2.) néptanító, író, lapszerkesztő. Bibó Lajos író édesapja.

## Élete
Apja Bibó László (1820-1903) református kántor-tanító volt. A gimnáziumi hat osztályt Nagyenyeden és Székelyudvarhelyen végezvén, a dévai tanítóképzőben tanult két évig; ezután színész volt két évig, majd a nagyenyedi tanítóképzőben oklevelet nyert és egy évig nevelősködött Abrudbányán. Ekkor Csombordra választották meg kántortanítónak. 1886 őszén Hódmezővásárhelyre választották meg. Feleségül vette Székely Katalint, akitől öt gyermeke született: Erzsébet, aki tanító lett, Dezső, aki Vásárhelyen ügyvédként dolgozott, Lajos, aki az írói pályát választotta, valamint László és Gábor, akik még gyermekkorukban elhunytak. Az 1890-es években a 48-as függetlenségi párt alelnöke volt. Tagja volt a Vidéki Hírlapírók Országos Szövetsége felügyelő bizottságának is. Műveiben a szabadságharcot és a vásárhelyi népéletet jeleníti meg.
Következő lapokba és folyóiratokba irt beszélyeket és tárcákat: Székely Nemzet, Délvidéki Nemzetőr, Szentesi Lap (rendes munkatársa), Hód-Mező-Vásárhely (belmunkatársa), Paedagógiai Szemle, Protestáns Tanítók Lapja.
Szerkesztette a Protestáns Tanítók Lapját 1891-ben Hódmezővásárhelyen. 

## Munkái
- Hervadt levelek. Hódmezővásárhely, 1886. (Beszélyek.)
- A vész napjaiból. Hódmezővásárhely, 1891. (Tört. Beszélyek.)
- Vásárhelyi történetek. Hódmezővásárhely, 1892.
- 1848-49, Trikolór alatt. Képek a szabadságharcból, Hódmezővásárhely, 1897.
- Viharos idők, Történeti elbeszélések. Hódmezővásárhely, 1898.
- Asszonyok, lányok, Elbeszélések, Hódmezővásárhely, 1900.